# Aeroporto de Beringovski
O Aeroporto de Beringovsky (em russo:  Аэропорт Беринговский), (ICAO: UHMR), encontra-se a 6 km a sudoeste de Beringovsky, no distrito autônomo de Chukotka, Rússia. O espaço aéreo está controlado desde o FIR de Anadyr (ICAO: UHMA).

## Pista
O aeroporto de Beringovsky dispõe de uma pequena pista de grava com direção 02/20 de 1.600x25 m. (5.249x82 pés). A plataforma é também de reduzidas dimensões.
É adequado para ser utilizado pelos seguintes tipos de aeronaves : Antonov An-2, Antonov An-3, Antonov An-24, Antonov An-26, Antonov An-72, Antonov An-74, Yakovlev Yak-40 e classes menores, e todo o tipo de helicópteros.

## Companhias aéreas e destinos
A companhia ChukotAvia realiza voos a Anádyr.